# FK ZSK Zenica
FK ZSK, poznat kao ZSK Zenica, bivši je bosanskohercegovački nogometni klub iz Zenice.
Sudjelovao je u Drugoj saveznoj ligi Jugoslavije u sezoni 1968./69.

## Povijest
FK ZSK (Zenički športski klub) nastao je 24. kolovoza 1955. godine spajanjem nogometnih društava Budućnost, Zmajevac i Trgocentar. Grupa nogometnih entuzijasta, prije svega Asim Zukić, Salih Dajić, Dedo Isaković i Svetozar Nikolić, pokrenula je inicijativu za spajanje navedenih aktiva koji su se natjecali u Gradskoj ligi i bili u vrhu tabele, a sve u cilju konsolidacije i podizanja kvalitetu nogometa u Zenici. Nakon prijema u FSBIH – Sarajevski podsavez, tim se tek nakon trećeg kola pridružio Ligi skupine. Unatoč tome, osvojili su prvo mjesto u Ligi skupine i ostvarili plasman u Sarajevsku podsaveznu ligu. Ovaj uspjeh pod vodstvom trenera Nazifa Soldina ostvarili su sljedeći igrači: Batista (golman), Nukić (kapiten), Dajić, Suljić, Dragić, Anić, Praskić, Hamzić, Kalinić, Bičakčić, Bilić, Valjevac, Drinić i Dabović.

U sezoni 1961./62. ekipno prvo mjesto na sarajevskom podsaveznom natjecanju ligi i izborili plasman u novoosnovanu Međuzonu. U prvom nastupu u Međuzoni u sezoni 1962./63. bili su treći. U sezoni 1967./68. bili su drugi i ostvarili najveći uspjeh u povijesti kluba – plasman u Drugu ligu – Jug.

Nakon ispadanja iz Druge lige nastavili su s promjenljivim uspjehom nastupati u Sarajevskoj zoni. U sezoni 1974./75. ekipa mijenja ime u Zenica – Metalno i pod tim imenom nastupa do gašenja kluba 1992. godine.

### Homonimi
Nakon toga u Zenici je osnovan NK ZSK koji je 1994. godine postao prvi prvak Zeničkog podsaveza, plasiravši se u Prvenstvo NS BiH 1994./95.
Godine 2013. osnovana je škola nogometa OFK ZSK Zenica koja djeluje na omladinskom nivou.

## Sastav

### 1968./69.
Salih Bajramović 27, Mirsad Beganović 2, Ismet Batadilo 1 – Milan Vukelja 29, Mehmedalija Ekinović 24, Jovan Erešić 23, Husnija Arapović 16, Marko Čubela 13, Enver Kafedžić 11/1, Faruk Dautović 9, Ekrem Malkoč 8, Srđan Kogoj 5/2, Jozo Frelih 3, Avdija Mahmutefendić 2 – Hasan Imamović 29/12, Rifet Brdarević 29/5, Anton Lukić 27/5, Anton Avgustinović 20, Bahrudin Granić 13/1, Zlatan Bajramović 12/2, Kemal Hasanica 9/2, Husnija Begović 8, Dušan Kovačević 7/3, Vlado Stanišić 7/1, Zvonimir Draženović 6/2, Rizah Sejmen 4, Milan Ivanović 3, Ahmet Širić 2.

## Vanjske poveznice
- Zenički romantičari: Kemal Imamović je monografijom o Željezničaru i ZSK-U otrgnuo od zaborava dva najznačajnija zenička fudbalska kluba poslije Čelika